# Rezerwat przyrody Sośnica
Rezerwat przyrody „Sośnica” – leśny rezerwat przyrody w województwie zachodniopomorskim, w powiecie drawskim, w gminie Wierzchowo, 2 km na południe od Sośnicy, po wschodniej stronie drogi wojewódzkiej nr 177 (Mirosławiec-Czaplinek).
Rezerwat został utworzony zarządzeniem Ministra Leśnictwa i Przemysłu Drzewnego z dnia 12 lipca 1974 na powierzchni 8,76 ha, w celu „zachowania starodrzewu bukowo-dębowego o charakterze naturalnym z licznymi drzewami pomnikowymi”. W 1984 powiększono go do 12,06 ha. Zarządzeniem Regionalnego Dyrektora Ochrony Środowiska w Szczecinie z dnia 12 grudnia 2016 skorygowano powierzchnię rezerwatu do 12,42 ha oraz zmieniono cel ochrony na „zachowanie naturalnej dynamiki ekosystemu leśnego właściwej dla lokalnych warunków siedliskowych”.
Starodrzew porasta najwyższe wzniesienie morenowe w okolicy (Góra Mylna 181 m n.p.m.). Wiek drzewostanu określany jest na 250–300 lat, 28 okazów (16 buków zwyczajnych i 12 dębów bezszypułkowych) w pierśnicy przekracza dolną granicę dla drzew pomnikowych. Obwód niektórych buków dochodzi tu do 6 metrów. Ciekawostką jest ponad 66-letni drzewostan czereśni ptasiej (Prunus avium) powstały w wyniku sadzenia tego gatunku na terenie dawnej szkółki.
Rezerwat nie jest położony w granicach żadnych wielkoobszarowych form ochrony przyrody. Znajduje się na terenie leśnictwa Buczyna w Nadleśnictwie Świerczyna. Nadzór nad rezerwatem sprawuje Regionalny Konserwator Przyrody w Szczecinie.
Rezerwat nie ma aktualnego planu ochrony, ustanowiono jednak zadania ochronne, na podstawie których większość obszaru jest objęta ochroną ścisłą, a jedynie niewielka jego część (oddział leśny z drzewostanem czereśni ptasiej oraz przecinająca teren rezerwatu droga leśna) podlega ochronie czynnej.